# Carina Henriksson
Greta Carina Henriksson, född 19 december 1971 i Lainio i Vittangi församling, är en svensk sångerska och regissör.

## Biografi
Henriksson är utbildad vid Operastudio 67 i Stockholm och Royal Academy of Music i London. Åren 2003–2005 var hon konstnärlig ledare för Ice Globe Theatre, där hon producerade alla dess operaproduktioner. Åren 2013–2019 var hon teaterchef och konstnärlig ledare för Tornedalsteatern. Hon är vidare grundare av och konstnärlig ledare för Opera Vildmark, som sedan 2000 årligen producerar en operafestival i Lainio. Sedan år 2020 är hon även konstnärlig ledare för GlesbygdsDivan https://affarerinorr.se/nyheter/2021/maj/nytt-produktionsbolag-foer-scenkonst/
Henriksson var tillsammans med Bengt Pohjanen upphovsperson till samt konstnärlig ledare för Poetissan från Aareavaara – Paradisets barn (2022). Det var en föreställning om Korpelarörelsen, en religiös väckelserörelse i Tornedalen och Malmfälten under 1900-talet.
Henriksson har tilldelats utmärkelsen Rubus Arcticus och utnämndes till Årets Nordist 2017. TV-dokumentären Vildmarksdivan handlar om hennes verksamhet.

### Dramatik i urval
- ”Montana” (musikal,urpremiär 2021)[10]
- ”Här är det jag som stämmer!” (Musikteater, urpremiär 2021)[11][12]
- ”Poetissan från Aareavaara - Paradisets Barn” (musikteater, urpremiär 2022)[13][14][7]

### Regi i urval
- Kvinnornas Decamerone (2014, teater) Manus: Catarina Gnosspelius.
- Imorgon är allt som vanligt (2015, teater) Manus: Lina Stoltz, urpremiär 2015 på Tornedalsteatern.
- Den jag vill vara (2020, teater) Manus: Lina Stoltz[15], urpremiär 2020.
- Barnet och den stora gåtan (2024,musikteater) Manus: Agneta Ehlers Jarleman, Musik: Gunnar Edander. En filosofisk, flerspråkig musikteater för de allra yngsta baserad på boken Kant av Jon Fosse. Spelas i ”randig” språkdräkt på svenska, meänkieli och samiska.  Neavttárat golbmagielat čájálmasas háliideaba leahkit ovdagovvan mánáide

### Roller i urval
- Norna Urd ur Krigsoperan[16] (2009, folkopera) Manus: Bengt Pohjanen, musik: Kaj Chydenius, urpremiär 2009.
- Hilja Byström ur Sånger från Matojärvi (2008, folkmusikal) Manus: Bengt Pohjanen, musik:  Kaj Chydenius, urpremiär 2008.  Meänmaan Teatteri
- Tenderness – Rajaton Rakkaus (2014, monologopera) Text och musik: Vladimir Levitt, sceniskt uruppförande 2014.
- Elle-Risti ur Sekarotu (2015, teater) Manus: Regina Veräjä, regi: Hannu Friman, urpremiär 2015.
- Naturen ur Malmens väg (2016, musikteater) Manus: Petri Tuominen, musik: Malin Hülphers, regi: Håkan Starkenberg, orkester: Norrbotten NEO, dirigent: Erik Westberg, urpremiär.
- Tro (2014, teater, monolog) Manus: Marianne Cedervall, regi: Catarina Gnosspelius.
- Popova ur Björnen (2015, opera) Musik: William Walton, regi: Catarina Gnosspelius, filmatisering i pelarsalen på  Icehotel av Bodesand Produktion  och Nordisk Drama och Dokumentär för SVT drama; dokumentär och föreställningen sändes som Veckans föreställning på SVT2 (2015), översatt till svenska och officiella minoritetsspråken meänkieli och samiska.

Musik i urval
• Den tvåspråkiga sångcykeln Strandpartitur - Rantaparttituuri,  10 tonsatta texter på svenska och meänkieli. (2023) Intim konsert med tornedalska klanger

Priser i urval
Sparbanken Nords Kulturpris Carina Henriksson, sångerskan, multikonstnären och kulturentreprenören från Lainio, känd som GlesbygdsDivan belönas med Sparbanken Nords Kulturpris 2025, med del av motiveringen ”..en sann visionär och kulturkraft med stolta djupgående rötter i både tornedalsk och samisk tradition”